# Taiwans vicepresident
Taiwans vicepresident (kinesiska 中華民國副總統, Zhōnghuá Mínguó Fù Zǒngtǒng) är Taiwans näst högsta exekutiv post efter landets president. Den första innehavare till posten var Li Zongren.
Tidigare vicepresidenter har rätt till en pension som är 180 000 NT$ per månad. De har också tillgång till chaufför och säkerhetstjänst.

## Levande vicepresidenter

Flagga som använts av tidigare vicepresidenter.

| Namn           | Ämbetsperiod | Födelsedatum    |
| -------------- | ------------ | --------------- |
| Lee Teng-hui   | 1984–1988    | 15 januari 1923 |
| Lien Chan      | 1996–2000    | 27 augusti 1936 |
| Annette Lu     | 2000–2008    | 7 juni 1944     |
| Vincent Siew   | 2008–2012    | 3 januari 1939  |
| Wu Den-yih     | 2012–2016    | 30 januari 1948 |
| Chen Chien-jen | 2016–2020    | 6 juni 1951     |
| William Lai    | 2020–2024    | 6 oktober 1959  |
| Hsiao Bi-khim  | 2024–        | 7 augusti 1971  |